# Hippoporina purpurata
Hippoporina purpurata är en mossdjursart som beskrevs av Arakawa 1995. Hippoporina purpurata ingår i släktet Hippoporina och familjen Bitectiporidae. Inga underarter finns listade i Catalogue of Life.